# Suehiro Maruo
Maruo Suehiro (丸尾末広?) nació el 28 de enero de 1956 en Nagasaki, Japón. Es un reconocido artista manga, ilustrador y pintor japonés. Muchas de sus ilustraciones representan el sexo y la violencia de forma gráfica, trabajos a los que se refiere como "muzan-e" contemporáneo (subconjunto del japonés ukiyo-e).

## Biografía
Maruo se graduó de la escuela secundaria en marzo de 1972, pero dejó la escuela secundaria superior. A la edad de 15 años él se mudó a Tokio y comenzó a trabajar de encuadernador. A los 17, hizo su primer acercamiento al manga en Shonen Jump (少年ジャンプ), pero como su obra se consideraba por los redactores demasiado gráfica para el formato de la revista semanal, fue posteriormente rechazada. Maruo temporalmente se alejó del manga hasta noviembre de 1980 cuando él hizo su estreno oficial como artista de manga con el one shot Ribon no Kishi (リボンの騎士). En 1982 fue publicada su primera antología de relatos, Barairo no Kaibutsu.
Su estilo gráfico pertenece a la corriente artística del Ero-Guro y en el se puede ver reflejada la Era Showa de Japón. Los temas recurrentes dentro de su arte son la depravación sexual, el expresionismo alemán, el nazismo, los fenómenos de circo, el abuso y violencia hacia los niños y la crítica hacia el nacionalismo japonés del siglo XX.
Maruo ha adaptado al manga historias de Ranpo Edogawa tales como La Extraña Historia de la Isla Panorama y La Oruga.
También ha participado en la compañía teatral Tokyo Grand Guignol, habiendo colaborado en la obra Litchi Hikari Club. Fue a su vez ilustrador del álbum Naked City de John Zorn.
En 2009 recibe el Premio Cultural Osamu Tezuka al Nuevo Artista por su trabajo en La Extraña Historia de la Isla Panorama, a pesar de publicar manga profesionalmente desde 1980.

## Obras publicadas en España
- El Monstruo de Color de Rosa (薔薇色ノ怪物) publicado por Glénat.
- Midori: la niña de las camelias (少女椿) publicado por Glénat.
- Dr. Inugami (犬神博士) publicado por Glénat.
- Gichi Gichi Kid (ギチギチくん) publicado por Glénat.
- Lunatic Lover's publicado por Glénat.
- La Sonrisa del Vampiro (笑う吸血鬼) publicado por Glénat.
- La Sonrisa del Vampiro 2: Paraíso (ハライソ 笑う吸血鬼２) publicado por Glénat.
- DDT publicado por Ediciones Otaku Manga. ISBN 84-96172-68-6. September 2004.
- New National Kid publicado por Ediciones Otaku Manga. June 2004.
- La Extraña Historia de la Isla Panorama publicado por Glénat.
- La Oruga publicado por Glénat.
- Infierno Embotellado publicado por ECC.
- Paraiso publicado por ECC.
- Yume no Q Saku: Los sueños de Maruo editado por ECC.
- Paranoia Star publicado por ECC.
- El Infierno de Tomino publicado por ECC.